# قائمة رؤساء موريتانيا
رئيس الجمهورية الإسلامية الموريتانية حسب الدستور الموريتاني الرسمي هو حامي الدستور ومن يجسد الدولة ويضمن –بوصفه حاكما– السير المطرد والمنتظم للسلطات العمومية. وهو الضامن للاستقلال الوطني ولحوزة الأراضي، يمارس السلطة التنفيذية ويترأس مجلس الوزراء، ويشترط فيه أن يكون مسلما.

يُنتخب الرئيس عن طريق الاقتراع المباشر، لمأمورية مدتها خمس سنوات، ويمكن إعادة انتخابه مرة واحدة فقط (يمكن أن يحكم لمدة 10 سنوات كحد أقصى)، ويحق لكل مواطن مولود في موريتانيا يتمتع بحقوقه المدنية والسياسية ولا يقل عمره عن 40 سنة ولا يزيد عن 75 سنة عند تاريخ الشوط الأول من الانتخابات أن يُنتخب رئيسا للبلاد.
تضمّ هذه القائمة الأشخاص الذين تقلدوا منصب رئيس الجمهورية منذ استقلال البلاد عن فرنسا (28 نوفمبر 1960) عقب عقود من الاستعمار، وأول رئيس حكم البلاد بعد الاستقلال هو المختار ولد داداه، وقد ترأسها عشرة رؤساء، على 11 فترة رئاسية، حيث تولى الرئيس محمد ولد عبد العزيز الرئاسة على فترتين منفصلتين، أولاهما بعد إطاحته بالرئيس المنتخب سيدي محمد ولد الشيخ عبد الله وانقلابه على الدستور أغسطس 2008، ثم تنحى عن الحكم ليخلفه حسب الدستور رئيس مجلس الشيوخ با مامادو إمباري خلال الفترة الانتقالية حتى موعد إجراء انتخابات رئاسية فاز فيها ولد عبد العزيز وعاد للحكم بعد أقل من أربعة أشهر.
| الجمهورية الإسلامية الموريتانية (1960 - لغاية الآن) |                |                |                    |        | |
| الرئيس                                              | تولى المنصب    | ترك المنصب     | طول فترة الحكم     | الصورة | معلومات |
| مختار ولد داداه                                     | 28 نوفمبر 1960 | 10 يوليو 1978  | 17 سنوات و224 أيام |        | تولى الرئاسة منذ إعلان الاستقلال إلى أن أطيح به في انقلاب عسكري منتصف عام 1978 بعد دخوله في حرب الصحراء الغربية منتصف السبعينيات |
| مصطفي ولد محمد السالك                               | 10 يوليو 1978  | 3 يونيو 1979   | 328 أيام           |        | رأس المجلس العسكري للإنعاش الوطني التي قامت بالانقلاب دامت فترة حكمه أشهر قليلة ليستقيل بعد ذلك تحت ضغط من زملائه في الجيش |
| محمد محمود ولد لولي                                 | 3 يونيو 1979   | 4 يناير 1980   | 215 أيام           |        | رئيس المجلس العسكري للخلاص الوطني خلفاً لسلفه ولم يدم حكمه أيضاً إلا لأشهر قليلة واستقال بعده |
| محمد خونه ولد هيداله                                | 4 يناير 1980   | 12 ديسمبر 1984 | 4 سنوات و343 أيام  |        | كانت فترة حكمه الأكثر إثارة بإعلانه إلغاء الرق واعترافه بالصحراء الغربية كما قام بتطبيق بعض أحكام الشريعة الإسلامية إنقلب عليه خلفه أثناء تواجده بالخارج                                                                              |
| معاوية ولد سيدي أحمد الطايع                         | 12 ديسمبر 1984 | 3 أغسطس 2005   | 20 سنوات و234 أيام |        | استولى على السلطة في إثر انقلاب عسكري أبيض على سلفه حينما كان في الخارج لحضور إحدى قمم الفرنكوفونية وهو صاحب أطول مدة حكمه من الرؤساء الموريتانيين                                                                                    |
| علي ولد محمد فال                                    | 3 أغسطس 2005   | 19 أبريل 2007  | 1 سنة و259 أيام    |        | رأس المجلس العسكري للعدالة والديموقراطية الحاكم بعد انقلاب 3 أغسطس 2005 حيث قام بقيادة الجيش بالانقلاب أثناء ذهاب سلفه للتعزية بوفاة الملك فهد وقد تعهد بإعاده السلطة للمدنيين خلال 19 شهر تنتهي بعد انتخاب رئيس بديل في 11 مارس 2007 |
| محمد ولد الشيخ عبد الله                             | 19 أبريل 2007  | 6 أغسطس 2008   | 1 سنة و109 أيام    |        | أول رئيس مدني لموريتانيا منذ 30 سنة انتخب بانتخابات حرة |
| محمد ولد عبد العزيز                                 | 6 أغسطس 2008   | 15 أبريل 2009  | 252 أيام           |        | جاء بانقلاب عسكري على سلفه وقام بحل مجلس الوزراء ووضع الرئيس تحت الإقامة الجبرية استقال في عام 2009 للترشح للانتخابات الرئاسية |
| با مامادو إمباري                                    | 15 أبريل 2009  | 5 أغسطس 2009   | 112 أيام           |        | خلف سلفه برئاسة المجلس الأعلى للدولة بعد تقديم السلف لاستقالته وذلك لفترة انتقالية حتى إجراء الانتخابات |
| محمد ولد عبد العزيز                                 | 5 أغسطس 2009   | 1 أغسطس 2019   | 15 سنوات و293 أيام |        | بعد الانتخابات الرئاسية التي أجريت في 18 يوليو 2009 |
| محمد ولد الغزواني                                   | 1 أغسطس 2019   | لغاية الآن     | 5 سنوات و297 أيام  |        | بعد الانتخابات الرئاسية التي أجريت في 22 يونيو 2019 |